# Scavino
Scavino  è una città dell'Uruguay, situata ad est del dipartimento di San José. Si trova a 18 metri sul livello del mare. Ha una popolazione di circa 183 abitanti.